# ロトン (レーベル)
ロトン（ルーマニア語: Roton）は、1994年に設立されたルーマニアのレコードレーベルである。
本社のあるブカレストの他、ヤシ、クルジュ＝ナポカ、ティミショアラに事務所を持ち、100名程度を雇用する。2007年の売上高は4百万ユーロ程度である。
イリスやホログラフ（Holograf）、プロコンスル（Proconsul）、アクチェント、インナ、ミハイ・トライスタリウなど、ルーマニアを代表するアーティストが所属する。

## サブレーベル
ロトンは5つのサブレーベルを保有している:
- ROTON
- dance arena （ダンスミュージック）
- NRG!A （若者向け）
- R.U.L. （アーバンミュージック）
- TEZAUR （民俗音楽）